# Canton de Chaumont-Porcien
Le canton de Chaumont-Porcien est une ancienne division administrative française située dans le département des Ardennes et la région Champagne-Ardenne.

## Géographie
Ce canton était organisé autour de Chaumont-Porcien dans l'arrondissement de Rethel. Son altitude moyenne était de 161 m.

## Histoire
À la suite du redécoupage cantonal de 2014, le canton est intégré au canton de Signy-l'Abbaye.

## Représentation

### Conseillers généraux
| Période | Période      | Identité                     | Étiquette    | Qualité                                                                        |
| ------- | ------------ | ---------------------------- | ------------ | ------------------------------------------------------------------------------ |
| 1833    | 1836         | Jean-François Deligny        |              | Notaire, maire de Chaumont-Porcien                                             |
| 1836    | 1871         | Jean-Baptiste Primot-Deligny |              | Juge de paix, maire de Chaumont-Porcien                                        |
| 1871    | 1888         | Edmond Séné                  | Républicain  | Propriétaire et notaire à Chaumont-Porcien                                     |
| 1888    | 1898         | Georges Corneau              | Républicain  | Propriétaire du journal Le Petit Ardennais Conseiller municipal de Charleville |
| 1898    | 1904         | Joseph Emile Constant        | Républicain  | Cultivateur, maire de Remaucourt                                               |
| 1904    | 1919         | Victor Dejardin              | Républicain  | Vétérinaire, maire de Chaumont-Porcien                                         |
| 1919    | 1934         | Alexandre Douce              | Rad          | Notaire, propriétaire foncier, conseiller municipal de Chaumont-Porcien        |
| 1934    | 1940         | Victor Fleury                | Rad.ind.     | Herbager, maire de Saint-Jean-aux-Bois                                         |
|         |              |                              |              |                                                                                |
| 1945    | 1971 (décès) | Jean Deligny                 | DVD          | Maire de Rocquigny (1938-1971)                                                 |
| 1971    | 1978 (décès) | Jean Malherbe                | RI           | Maire de La Romagne                                                            |
| 1978    | 2001         | Michel Bocahut               | UDF puis DL  | Maire de Rocquigny                                                             |
| 2001    | 2015         | Guy Camus                    | RPR puis UMP | Commerçant Maire de Chaumont-Porcien                                           |

### Conseillers d'arrondissement
| Période | Période      | Identité                          | Étiquette | Qualité |
| ------- | ------------ | --------------------------------- | --------- | --- |
| 1833    | 1848         | M. Baudet-Bruneau                 |           | Maire de Remaucourt                                                                                          |
| 1833    | 1839         | M. Macquart-Forest                |           | Juge de paix à Saint-Jean-aux-Bois                                                                           |
| 1839    | 1848         | Michel Isidore Séné               |           | Notaire à Chaumont-Porcien                                                                                   |
| 1848    | 1850         | Nicolas Pottier (1806-1858)       |           | Notaire, maire de Chaumont-Porcien                                                                           |
| 1852    | 1870         | Charles Sosthène Holleaux         |           | Notaire à Chaumont-Porcien                                                                                   |
| 1870    | 1874         | Emile Beaubouchez                 |           | Propriétaire à Rocquigny                                                                                     |
| 1874    | 1878         | Jean-Baptiste Chatelin            |           | Propriétaire à Rocquigny                                                                                     |
| 1878    | 1886         | Jacques Buteux-Lenoir (1821-1886) |           | Propriétaire, adjoint au maire de Chaumont-Porcien                                                           |
| 1886    | 1892         | Auguste Lebrun-Martin             |           | Maire de Mainbressy                                                                                          |
| 1892    | 1901         | Alexandre Douce                   |           | Notaire, adjoint au maire de Chaumont-Porcien                                                                |
| 1901    | 1903 (décès) | Charles Dunème                    |           | Cultivateur, maire de Doumely-Bégny                                                                          |
| 1903    | 1913         | Léopold Loreaux                   |           | Rentier à Chaumont-Porcien                                                                                   |
| 1913    | 1925         | Paul Hosson (1894-1943)           |           | Cultivateur à Renneville                                                                                     |
| 1925    | 1940         | Gustave Oudet                     | Rad.ind.  | Vétérinaire, maire de Chaumont-Porcien                                                                       |
| 1940    |              |                                   |           | Les conseils d'arrondissement ont été suspendus par la loi du 12 octobre 1940 et n'ont jamais été réactivés. |

## Composition
Le canton de Chaumont-Porcien regroupait quatorze communes et comptait 2 626 habitants (recensement de 1999 sans doubles comptes).
| Nom                          | Code Insee | Intercommunalité             | Population (dernière pop. légale) |
| ---------------------------- | ---------- | ---------------------------- | --------------------------------- |
| Chaumont-Porcien (chef-lieu) | 08113      | CC des Crêtes Préardennaises | 474 (2014)                        |
| Chappes                      | 08102      | CC des Crêtes Préardennaises | 96 (2014)                         |
| Doumely-Bégny                | 08143      | CC des Crêtes Préardennaises | 85 (2014)                         |
| Draize                       | 08146      | CC des Crêtes Préardennaises | 101 (2014)                        |
| Fraillicourt                 | 08178      | CC des Crêtes Préardennaises | 181 (2014)                        |
| Givron                       | 08192      | CC des Crêtes Préardennaises | 96 (2014)                         |
| Montmeillant                 | 08307      | CC des Crêtes Préardennaises | 86 (2014)                         |
| Remaucourt                   | 08356      | CC des Crêtes Préardennaises | 167 (2014)                        |
| Renneville                   | 08360      | CC des Crêtes Préardennaises | 212 (2014)                        |
| Rocquigny                    | 08366      | CC des Crêtes Préardennaises | 676 (2014)                        |
| La Romagne                   | 08369      | CC des Crêtes Préardennaises | 130 (2014)                        |
| Rubigny                      | 08372      | CC des Crêtes Préardennaises | 69 (2014)                         |
| Saint-Jean-aux-Bois          | 08382      | CC des Crêtes Préardennaises | 138 (2014)                        |
| Vaux-lès-Rubigny             | 08465      | CC des Crêtes Préardennaises | 52 (2014)                         |

## Démographie
| 1962  | 1968  | 1975  | 1982  | 1990  | 1999  | 2006  | 2011  | 2012  |
| ----- | ----- | ----- | ----- | ----- | ----- | ----- | ----- | ----- |
| 3 909 | 3 735 | 3 171 | 2 843 | 2 662 | 2 626 | 2 646 | 2 581 | 2 589 |